# Antonio I Acciaioli
Antonio I Acciaioli, född 1370, död 1435, var en monark i den grekiska korsfararstaten hertigdömet Aten från 1394 till 1395 och från 1402 till 1435. Han var utomäktenskaplig son till Nerio I Acciaioli och efterträdde sin far vid dennes död 1394: hans halvsyster Francesca Acciaioli fungerade under en kort tid som ställföreträdande regent. 
Han avsattes i sin frånvaro då Aten belägrades av turkarna och stadens befälhavare inbjöd republiken Venedig att ta över makten eftersom de inte litade på att Nerio skulle kunna försvara staden. Venedigs makt var dock instabil, och 1402 belägrade och intog Nerio Aten från Venedigs guvernör med hjälp av en legoarmé och återtog makten. Han allierade sig med Neapel och Turkiet mot Venedig, som 1405 slöt fred och erkände hans maktinnehav. Hans regering var längre än någon annans i hertigdömet Atens historia och i stort sett lugn: 1416 tvingades han dock acceptera turkarnas erövring av Attika. Han beskrivs som klok och generös och upprätthöll handel och kulturella band med Florens. Han avled i en stroke.  
Han var gift två gånger med grekiska partners, men dog barnlös 1435. Han testamenterade tronen till sin brorson Nerio II Acciaioli, som fick överta den under regentskap av hans andra maka, Maria Melissene. Maria Melissene försökte dock efter hans död göra en statskupp och avsätta dynastin Acciaoli till förmån för familjen Chalcocondylae.